# Battered
Battered ist eine norwegische Thrash-Metal-Band, die 2004 aus der Band Einherjer hervorging.

## Bandgeschichte
Nach der Auflösung Einherjers 2004 gründeten die Ex-Mitglieder Gerhard Storesund (Schlagzeug), Frode Glesnes (Gitarre) und Aksel Herløe (Gitarre) die Band Battered. Komplettiert wurde die Besetzung durch die Headblock-Musiker Ole Moldesæther (Bass) und Siggy Olaisen (Gesang). Nach dem Demo …Beyond Recognition unterschrieb die Band einen Plattenvertrag bei Candlelight Records. Dort wurde 2006 das bisher einzige, selbstbetitelte Album veröffentlicht. Anschließend unterschrieb die Band bei Tabu Recordings, die Arbeiten am Nachfolger verliefen aber bisher im Sande. Seit 2009 existieren außerdem Einherjer wieder.

## Musikstil
Im Gegensatz zu Einherjer steht bei Battered nicht mehr die nordische Mythologie im Vordergrund. Vielmehr behandelt die Band moderne Themen, so zum Beispiel die Frage nach dem Sinn des Lebens und den alltäglichen Kampf ums Überleben. Auch musikalisch distanziert die Band sich vom Viking Metal respektive Hardcore Punk/Grindcore früherer Tage und spielt mit Battered simplen, aber modernen Thrash Metal.

## Diskografie
- 2004: Beyond Recognition (Demo)
- 2006: Battered